# Rhizophobates ugraseni
Rhizophobates ugraseni är en kvalsterart som först beskrevs av Marshall och Grace Odel Pugh 2000.  Rhizophobates ugraseni ingår i släktet Rhizophobates och familjen Selenoribatidae. Inga underarter finns listade i Catalogue of Life.